# Carme Chaparro
María del Carmen «Carme» Chaparro Martínez (Salamanca, España; 5 de febrero de 1973) es una periodista, presentadora y escritora española.

## Vida y trayectoria
De padre catalán y madre extremeña y nacida en Salamanca, su infancia y juventud transcurren en Cataluña.
Licenciada en Ciencias de la Comunicación por la Universidad Autónoma de Barcelona en 1996, comienza su carrera profesional como  directora y presentadora del programa 39 punts de vida de BTV y después como redactora de los programas de TV3, Ciutadans (Premio Ondas), Generació X y Les coses com són. También realizó reportajes para el suplemento dominical de La Vanguardia, fue redactora de los informativos de la Cadena SER en Tarragona y después redactora jefa de la revista Zona Alta y directora y conductora del magacín de fin de semana De nou a nou en Ràdio L'Hospitalet.
A partir de enero de 1997 pasó a la redacción de Informativos Telecinco en Cataluña. Un año después, en 1998, se convirtió en presentadora y editora de Informativos Telecinco Cataluña, en horario matinal y de mediodía. Presentó programas especiales como los electorales y otros grandes acontecimientos y fue moderadora de los debates de política en las elecciones autonómicas.
Desde septiembre de 2001 presentó Informativos Telecinco 14:30 y a partir de septiembre de 2004 y hasta el 30 de diciembre de 2016 es presentadora y coeditora de Informativos Telecinco Fin de Semana. También ha sido conductora de programas especiales como los dedicados a la muerte de Juan Pablo II, los atentados del 11-M y el de T4 de Barajas, el Gran Premio de Fórmula 1 de Montmeló, la boda entre Felipe de Borbón y Letizia Ortiz y especiales electorales. Al mismo tiempo, fue tertuliana de Punto Radio durante dos años y tertuliana y colaboradora de Yo Dona entre 2003 y 2010. 
Desde el 9 de enero de 2017, tras doce años en Informativos Telecinco Fin de Semana, pasa a presentar Noticias Cuatro 1 de lunes a viernes sustituyendo a Marta Fernández. Tras la cancelación de ese informativo, conduce entre febrero y noviembre de 2019 el programa de actualidad Cuatro al día. Posteriormente, entre 2020 y 2021, regresa a Telecinco para presentar el docu-reality Mujeres al poder, en octubre de 2021 es copresentadora de Los teloneros en Cuatro, entre 2021 y 2022 es reportera de En el punto de mira también en Cuatro y en 2022 es presentadora sustituta de Todo es mentira en la misma cadena.
En agosto y diciembre de 2023 vuelve a presentar Informativos Telecinco, en este caso la edición de prime time en sustitución de Pedro Piqueras, tras regresar a la redacción de Informativos Telecinco (intermitentemente) desde 2020.
Entre abril y septiembre de 2024 copresentó Informativos Telecinco Matinal con Arancha Morales y Laila Jiménez.
También es miembro del Club de las 25, columnista de Mujer Hoy desde 2008, de InStyle desde 2009, de GQ desde 2010 y de Yo Dona desde 2012 y responsable de cursos para portavoces empresariales desde 2005.

### Vida privada
Está casada con Bernabé Domínguez desde 1999. El 31 de agosto de 2011 Carme dio a luz a su primera hija, Laia yel 26 de septiembre de 2013 dio a luz a su segunda hija, Emma.
Carme padece la enfermedad de Ménière, según ella misma ha declarado.

## Trabajos

### Presentadora
| Año       | Programa                             | Canal              | Notas                  |
| --------- | ------------------------------------ | ------------------ | ---------------------- |
| 1998-2001 | Informativos Telecinco Cataluña      | Telecinco          | Presentadora           |
| 2001-2004 | Informativos Telecinco Mediodía      | Telecinco          | Presentadora           |
| 2004-2016 | Informativos Telecinco Fin de Semana | Telecinco          | Presentadora           |
| 2017-2019 | Noticias Cuatro 1                    | Cuatro             | Presentadora           |
| 2019      | Cuatro al día                        | Cuatro             | Presentadora           |
| 2021      | Mujeres al poder                     | Telecinco y Cuatro | Presentadora           |
| 2021      | Los teloneros                        | Cuatro             | Copresentadora         |
| 2021      | Todo es mentira                      | Cuatro             | Presentadora sustituta |
| 2022      | En el punto de mira                  | Cuatro             | Reportera              |
| 2023-2024 | Informativos Telecinco Noche         | Telecinco          | Presentadora sustituta |
| 2024      | Informativos Telecinco Matinal       | Telecinco          | Copresentadora         |

### Invitada
| Año  | Programa                                            | Canal     |
| ---- | --------------------------------------------------- | --------- |
| 2018 | De mayor quiero ser (escritora como Carme Chaparro) | Mitele    |
| 2019 | Adivina qué hago esta noche                         | Cuatro    |
| 2021 | Rocío, contar la verdad para seguir viva            | Telecinco |

### Novela negra
- Castigo (Planeta, 2024).
- Delito (Planeta, 2023).[20]
- No decepciones a tu padre (Planeta, 2021).[21]
- La química del odio (Planeta, 2018).[22]
- No soy un monstruo (Planeta, 2017).[23]

### No ficción
- Calladita estás más guapa (Planeta, 2019).[24]

## Premios
En 2017 obtiene el Premio Primavera de Novela por No soy un monstruo, su primer libro.
En 2018 recibió el Premio del Observatorio contra la Violencia Doméstica y de Género, en reconocimientos a «su firme compromiso con la libertad, la igualdad y los derechos de las mujeres». Le hicieron entrega del galardón Carmen Calvo, vicepresidenta del Gobierno de España y el ministro del Interior, Fernando Grande-Marlaska.